# 張家女妖
張家女妖，是傳說中出現在澎湖大赤崁鄉張姓人家裡的妖怪。

## 傳說
據說在大赤崁鄉裡有一位叫張騫的人住在赤崁龍德宮，他有個雙目失明的弟弟，平常都待在房間裡，很少跟其他人有來往。而1907年的某天，有人發現他的房間裡出現了一個奇怪的女性，她跟張騫七歲的女兒關係很好，但不知為何只會在白天的時候出現在弟弟的房間裡，晚上就不見了，如果發現有人從窗外偷看家裡，還會朝他們丟磚塊。大家都認為她是妖怪而很緊張。

### 後續
後來當時的大赤崁支廳長聽說這件事之後，派一位姓鈴木的調查擲出來的磚頭，發現硬得很不正常，居民因此更加確信那個人是妖怪。後來他們募集了一些錢從大倉嶼請來一位叫鄭品的人以符咒幫忙驅鬼，但當他一抵達當事人家裡，就被妖怪用磚塊打到頭而逃跑，後來事情不了了之。

## 現代研究
因為那位女性可以在白天出現，有人認為她並不是鬼而是類似狐妖的存在，因此稱呼她為「女妖」，但也有說法認為對方只是出現在張家裡的一位女性而已，跟妖異無關。